# Výsadková loď typu 072III
Výsadková loď typu 072III (v kódu NATO třída Yuting I) je třída tankových výsadkových lodí Námořnictva Čínské lidové osvobozenecké armády. Celkem bylo postaveno 10 jednotek této třídy. Ve službě jsou od roku 1992.

## Stavba
Jedná se o vylepšenou verzi výsadkových lodí typu 072II. Zejména byly vybaveny upravenou přistávací plochou pro vrtulník. Celkem bylo loděnicí Zhonghua v Šanghaji postaveno deset jednotek této třídy. Do služby byly přijaty v letech 1992–2002.
Jednotky typu 072III:
| Jméno                         | Spuštěna      | Vstup do služby | Osud    |
| ----------------------------- | ------------- | --------------- | ------- |
| Tan-sia-šan (934)             | duben 1995    | září 1995       | aktivní |
| Süe-feng-šan (935)            | červenec 1995 | prosinec 1995   | aktivní |
| Chaj-jang-šan (936)           | prosinec 1995 | květen 1996     | aktivní |
| Čching-čcheng-šan (937)       | duben 1996    | srpen 1996      | aktivní |
| Lü-liang-šan (938)            | 1996          | srpen 1996      | aktivní |
| Pchu-tchuo-šan (939)          | duben 2000    | srpen 2000      | aktivní |
| Tchien-tchaj-šan (940)        | prosinec 2001 | duben 2002      | aktivní |
| Jen-tang-šan (970, ex 908)    | srpen 1996    | leden 1997      | aktivní |
| Ťiou-chua-šan (971, ex 909)   | listopad 1999 | duben 2000      | aktivní |
| Chuang-kang-šan (972, ex 910) | květen 2001   | prosinec 2001   | aktivní |
| E-mej-šan (991)               | září 1991     | září 1992       | aktivní |

## Konstrukce
Výsadková loď může převážet 250 vojáků, 10 hlavních bojových tanků a čtyři pěchotní vyloďovací čluny – celkem 500 tun nákladu. Vozidla plavidlo opouštějí pomocí příďové rampy. Plavidla jsou vyzbrojena třemi 37mm dvojkanóny typu 76 a dvěma čtyřicetihlavňovými 122mm raketomety pro palebnou podporu výsadku. Na zádi se nachází přistávací plocha pro vrtulník. Pohonný systém tvoří dva diesely SEMT-Pielstick 12PA6V-280MPC, každý o výkonu 9 500 hp, pohánějící dva lodní šrouby. Nejvyšší rychlost dosahuje 18 uzlů. Dosah je 3 000 námořních mil při rychlosti 14 uzlů. Vytrvalost plavidel činí 20 dní.